# Mosnac-Saint-Simeux

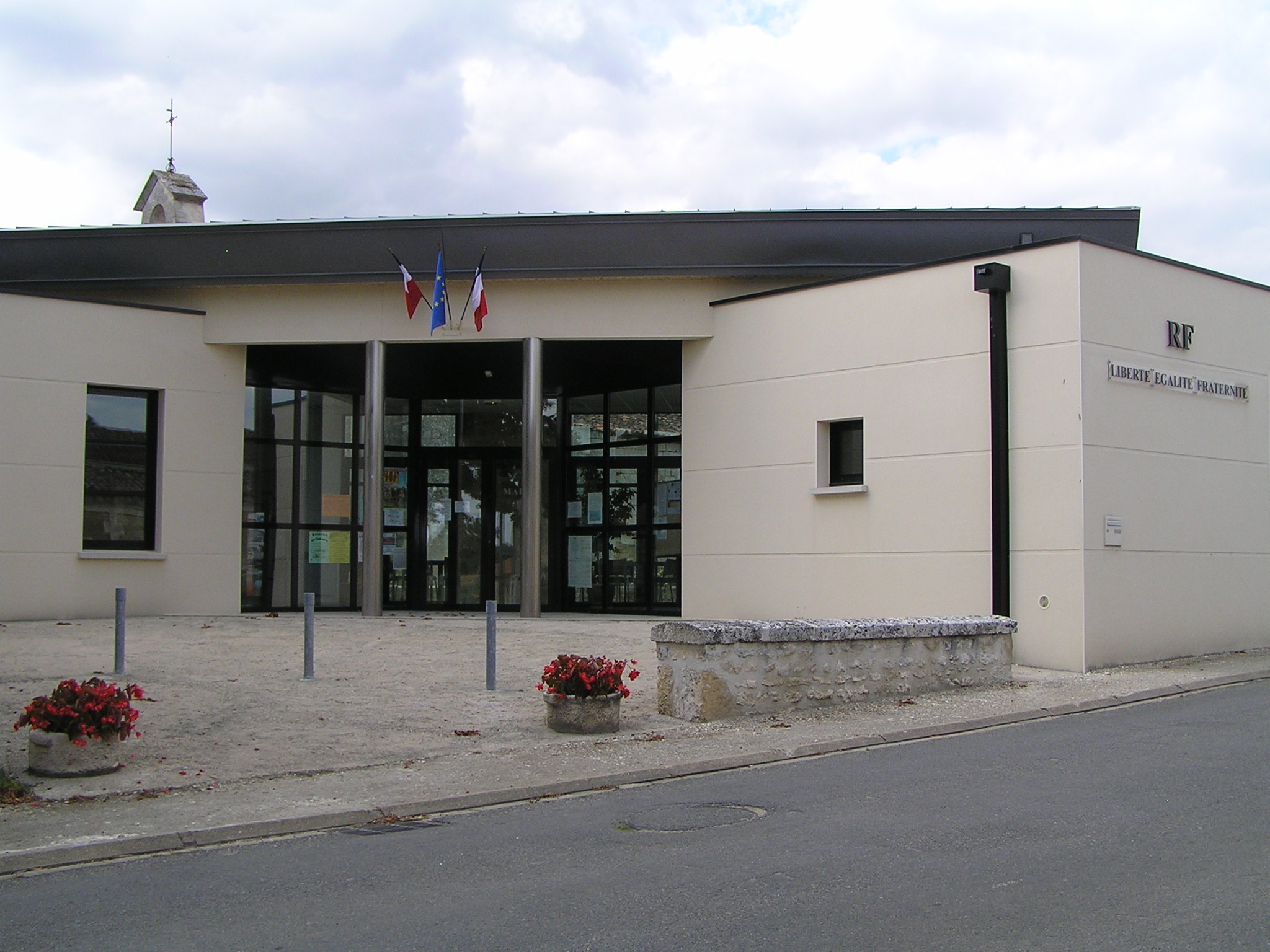
Rathaus von Mosnac-Saint-Simeux

Mosnac-Saint-Simeux ist eine französische Gemeinde mit 967 Einwohnern (Stand: 1. Januar 2022) im Département Charente in der Region Nouvelle-Aquitaine. Sie gehört zum Arrondissement Cognac und zum Kanton Charente-Champagne. 
Sie entstand als Commune nouvelle mit Wirkung vom 1. Januar 2021 durch die Zusammenlegung der bisherigen Gemeinden Mosnac und Saint-Simeux, die in der neuen Gemeinde den Status einer Commune déléguée haben. Der Verwaltungssitz befindet sich im Ort Mosnac.

## Gliederung
| Ortsteil     | ehemaliger INSEE-Code | Fläche (km²) | Einwohnerzahl zum 1. Januar 2022 |
| ------------ | --------------------- | ------------ | -------------------------------- |
| Mosnac       | 16233                 | 6,33         | 422                              |
| Saint-Simeux | 16351                 | 9,40         | 545                              |

## Geographie
Nachbargemeinden sind Moulidars im Norden, Champmillon und Sireuil im Osten, Roullet-Saint-Estèphe und Châteauneuf-sur-Charente im Süden sowie Angeac-Charente und Vibrac im Westen.